# Psidium

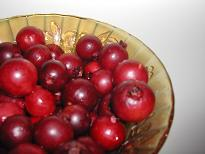
Frutti di Psidium cattleyanum

Psidium (L., 1753) è un genere di piante appartenente alla famiglia delle Myrtaceae, originario di America Centrale e Meridionale.
È comunemente noto come guava (in senso lato), difatti questa denominazione propriamente si riferirebbe alla specie economicamente più importante qui inclusa, Psidium guajava.

## Descrizione
Le foglie sono opposte, semplici, ovali, lunghe 5–15 cm.
I fiori sono bianchi, con 5 petali e numerosi stami.
I frutti sono commestibili, tondeggianti o piriformi, lunghi da 3 a 12 cm secondo le specie e le varietà. La buccia sottile, di colori diversi secondo le specie, nasconde una polpa cremosa, con molti semi piccoli e duri.

## Distribuzione e habitat
La distribuzione naturale del genere Psidium comprende l'America Centrale e Meridionale. Alcune specie sono coltivate nelle regioni tropicali di tutto il mondo.

## Tassonomia
All'interno del genere Psidium sono incluse le seguenti 91 specie:
- Psidium acidum (Mart. ex DC.) Landrum
- Psidium acranthum Urb.
- Psidium acunae Borhidi
- Psidium acutangulum DC.
- Psidium albescens Urb.
- Psidium amplexicaule Pers.
- Psidium appendiculatum Kiaersk.
- Psidium araucanum Soares-Silva & Proença
- Psidium australe Cambess.
- Psidium bahianum Landrum & Funch
- Psidium balium Urb.
- Psidium brevifolium Alain
- Psidium brownianum Mart. ex DC.
- Psidium calyptranthoides Alain
- Psidium cattleyanum Sabine
- Psidium cauliflorum Landrum & Sobral
- Psidium celastroides Urb.
- Psidium cymosum Urb.
- Psidium densicomum Mart. ex DC.
- Psidium dictyophyllum Urb. & Ekman
- Psidium donianum O.Berg
- Psidium eugenii Kiaersk.
- Psidium firmum O.Berg
- Psidium friedrichsthalianum (O.Berg) Nied.
- Psidium fulvum McVaugh
- Psidium ganevii Landrum & Funch
- Psidium gaudichaudianum Proença & Faria
- Psidium glaziovianum Kiaersk.
- Psidium grandifolium Mart. ex DC.
- Psidium grazielae Tuler & M.C.Souza
- Psidium guajava L.
- Psidium guayaquilense Landrum & Cornejo
- Psidium guineense Sw.
- Psidium guyanense Pers.
- Psidium haitiense Alain
- Psidium × hasslerianum Barb.Rodr.
- Psidium hotteanum Urb. & Ekman
- Psidium huanucoense Landrum
- Psidium inaequilaterum O.Berg
- Psidium itanareense O.Berg
- Psidium jacquinianum (O.Berg) Mattos
- Psidium jakucsianum Borhidi
- Psidium kennedyanum Morong
- Psidium langsdorffii O.Berg
- Psidium laruotteanum Cambess.
- Psidium longipetiolatum D.Legrand
- Psidium loustalotii Britton & P.Wilson
- Psidium macahense O.Berg
- Psidium maribense Mart. ex DC.
- Psidium minutifolium Krug & Urb.
- Psidium misionum D.Legrand
- Psidium montanum Sw.
- Psidium munizianum Borhidi
- Psidium myrsinites DC.
- Psidium myrtoides O.Berg
- Psidium nannophyllum Alain
- Psidium navasense Britton & P.Wilson
- Psidium nummularia (C.Wright ex Griseb.) C.Wright
- Psidium nutans O.Berg
- Psidium oblongatum O.Berg
- Psidium oblongifolium O.Berg
- Psidium occidentale Landrum & Parra-Os.
- Psidium oligospermum Mart. ex DC.
- Psidium oncocalyx Burret
- Psidium orbifolium Urb.
- Psidium ovale (Spreng.) Burret
- Psidium parvifolium Griseb.
- Psidium pedicellatum McVaugh
- Psidium pigmeum Arruda
- Psidium raimondii Burret
- Psidium ramboanum Mattos
- Psidium ratterianum Proença & Soares-Silva
- Psidium refractum O.Berg
- Psidium reptans (D.Legrand) Soares-Silva & Proença
- Psidium reversum Urb.
- Psidium rhombeum O.Berg
- Psidium riparium Mart. ex DC.
- Psidium robustum O.Berg
- Psidium rostratum McVaugh
- Psidium rotundatum Griseb.
- Psidium rotundidiscum Proença & Tuler
- Psidium rufum Mart. ex DC.
- Psidium rutidocarpum Ruiz & Pav. ex G.Don
- Psidium salutare (Kunth) O.Berg
- Psidium schenckianum Kiaersk.
- Psidium scopulorum Ekman & Urb.
- Psidium sintenisii (Kiaersk.) Alain
- Psidium sobralianum Landrum & Proença
- Psidium sorocabense O.Berg
- Psidium striatulum DC.
- Psidium tenuirame Urb.
- Psidium trilobum Urb. & Ekman